# Tankó Erika
Tankó Erika (Csíkszereda, 1982. július 8. –) magyar színésznő. 

## Életpályája
1982-ben született az erdélyi Csíkszeredában. A gyimesfelsőloki Szent Erzsébet Líceumban érettségizett. 2004-ben végzett a Marosvásárhelyi Művészeti Egyetem színművész szakán, 2009-ben mesterdiplomát szerzett. 2004-2010 között a temesvári Csiky Gergely Színház tagja volt. 2010-2019 között a Maladype Színház színésznője volt. 2019-től szabadúszó.

## Fontosabb színházi szerepei
- 2017 – Jean Genet: A Balkon - Irma / Chantal - r: Zsótér Sándor
- 2017 – Vörösmarty Mihály: Csongor és Tünde - Ilma - r: Balázs Zoltán
- 2017 – Anton Pavlovics Csehov: Három nővér - Natalja Ivanovna, Prozorov menyasszonya, később felesége - r: Balázs Zoltán
- 2016 – Matei Vișniec: Dada Cabaret - Sophie Taeuber - Átrium Film-Színház - r: Balázs Zoltán
- 2016 – William Shakespeare: III. Richárd - York herczegné, IV-ik Edvárd, Clarence és Gloster anyja - r: Zsótér Sándor
- 2015 – Outlét – Szilágyi Ágota és Tankó Erika performansz-játéka
- 2015 – Hajdu Szabolcs: Ernelláék Farkaséknál - Ernella – r: Hajdu Szabolcs
- 2014 – Raymond Quenau: Stílusgyakorlatok – r: Balázs Zoltán
- 2013 – Bernard - Marie Koltes: Roberto Zucco - A lány nővére/Rémült Kurva/Madam/egy nő/egy prostituált – r: Ivica Buljan
- 2013 – William Shakespeare: Macbeth/Anatómia - Lady Macduff/Malcolm/Ross/Fleance/Seyton/úrinő/egy boszorkány - r: Balázs Zoltán
- 2013 – Bertolt Brecht: Don Juan - Donna Elvira, a felesége – reggel/Mathurine, halászlány/Berthelot/Serafine - r: Zsótér Sándor
- 2013 – Mihail Afanaszjevics Bulgakov: Mester és Margarita - Hella - r: Balázs Zoltán
- 2012 – Johann Wolfgang von Goethe: Egmont - Klára - r: Balázs Zoltán
- 2012 – Friedrich Schiller: Don Carlos - Erzsébet, spanyol királyné - r: Balázs Zoltán
- 2011 – Dante Alighieri: Pokol - Francesca/Alektó/Farinata/Pholus/Pier Della Vigna/III. Miklós/Catalano/Bocca - r: Balázs Zoltán
- 2011 – George Büchner: Leonce és Léna - Léna hercegnő/Pipi birodalmából/Leonce jegyese/A nevelőnő/Rosetta - r: Balázs Zoltán
- 2011 – Weöres Sándor: Tojáséj - r: Balázs Zoltán
- 2010 – Pierre-Augustin Caron de Beaumarchais: Figaro házassága - Suzanne - r: Zsótér Sándor
- 2010 – Anton Pavlovocs Csehov: Platonov - Alexandra Ivanovna - r: Balázs Zoltán

## Filmes és televíziós szerepei
- A mi kis falunk (2021–2024) ...Gerda
- Drága örökösök (2019) ...Ágnes
- Ízig-vérig (2019) ...Angéla
- A Tanár (2018) ...Komlós Zsuzsa
- Tömény történelem (2016)
- A martfűi rém (2016)
- Boszorkánykör (2009)